# Hauenhorst

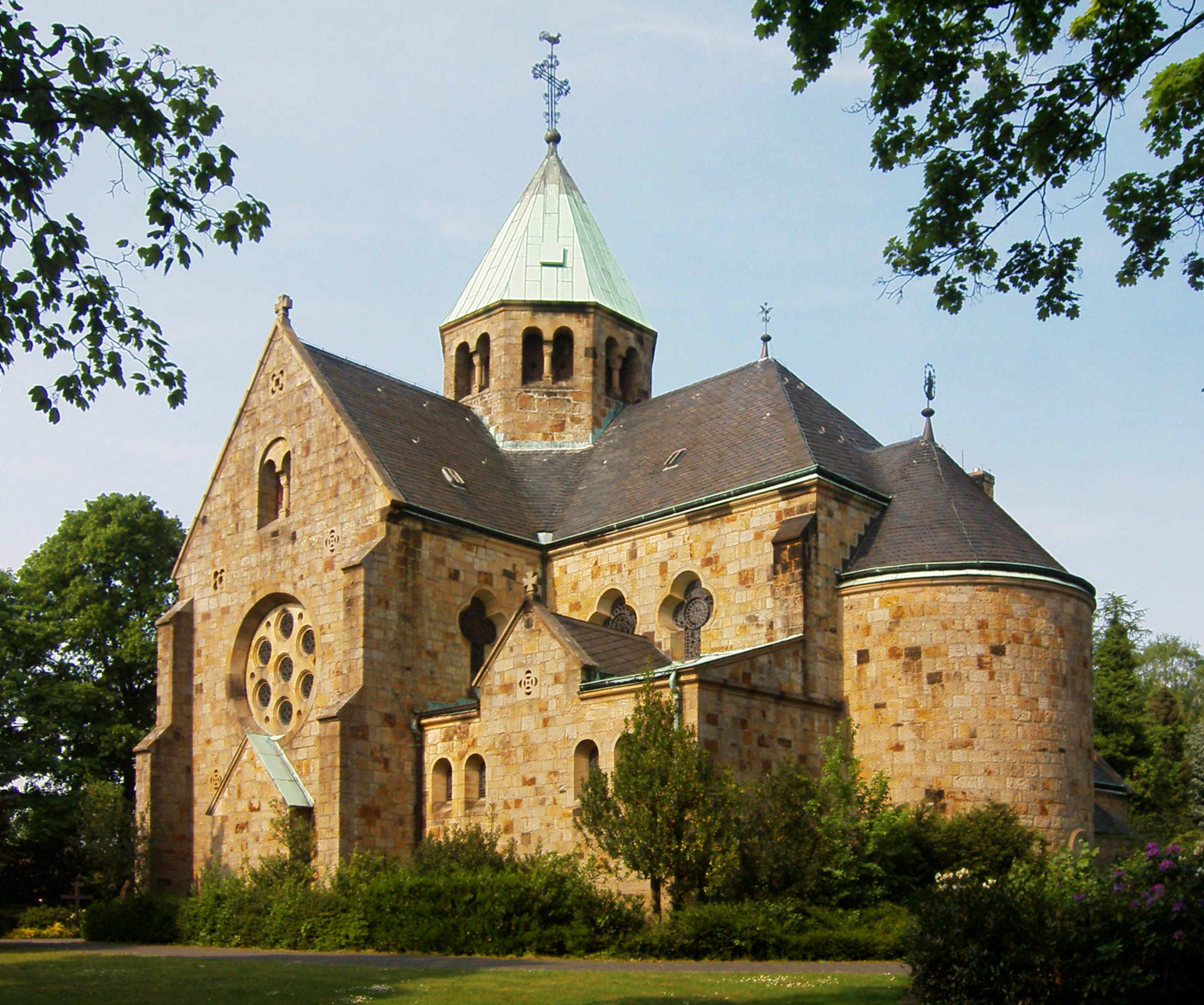
Katholische Pfarrkirche St. Mariä Heimsuchung in Hauenhorst

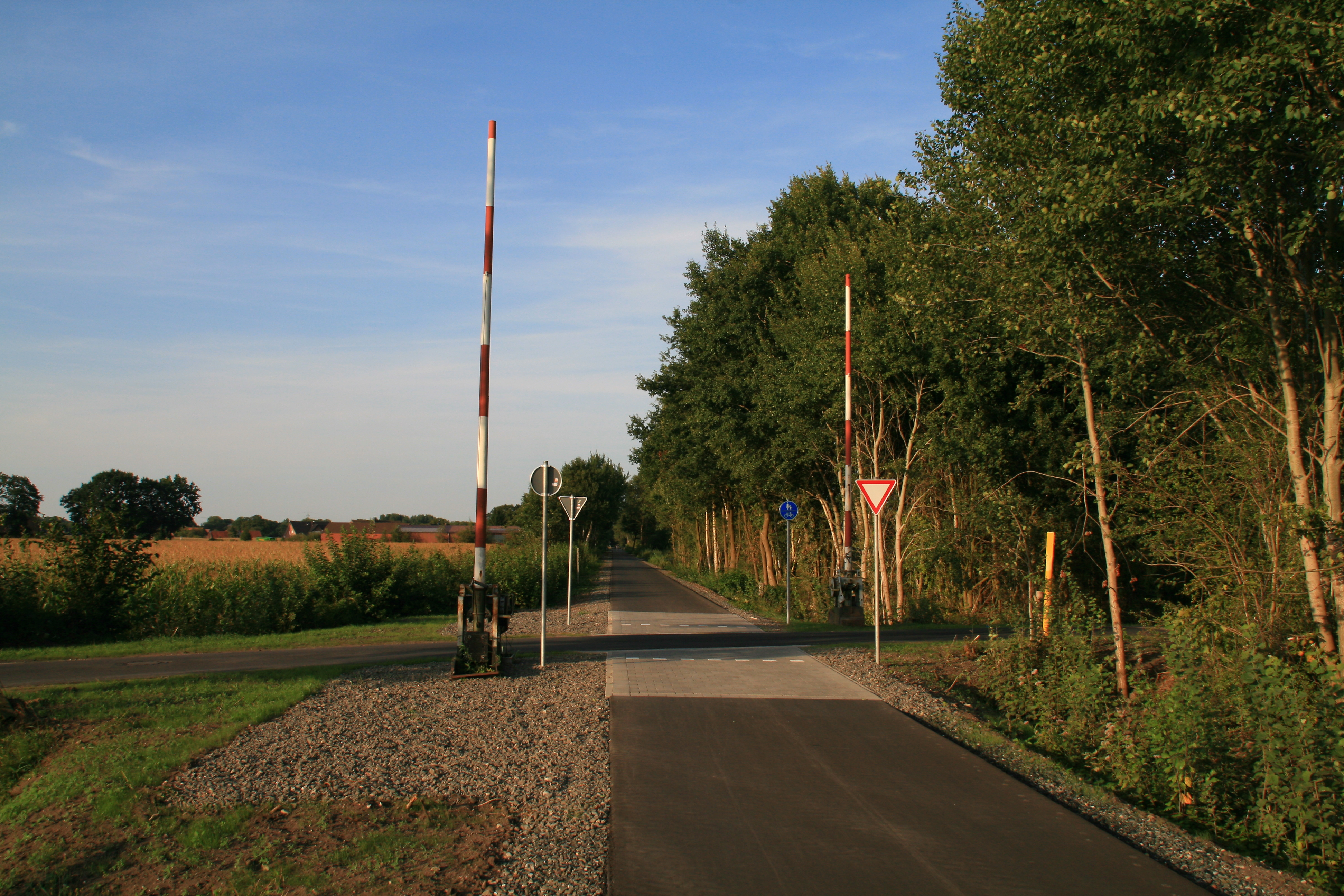
RadBahn Münsterland am „Hessenweg“ bei Hauenhorst

Hauenhorst ist ein Stadtteil von Rheine in Westfalen. Es liegt etwa 6,5 km südlich des Stadtkernes, links der Ems und westlich der Bahnstrecke Münster–Rheine. Hauenhorst hat 3.737 Einwohner (2018).

## Lage
Hauenhorst liegt am Fuße des Waldhügels, der höchsten Erhebung im Stadtgebiet Rheine, und reicht im Osten bis an die Ems. Es grenzt an Mesum, St. Arnold und Catenhorn. Durch Hauenhorst fließen der Frischebach und der Frischhofsbach.

## Geschichte

Alte Kirche auf einer Postkarte von 1906

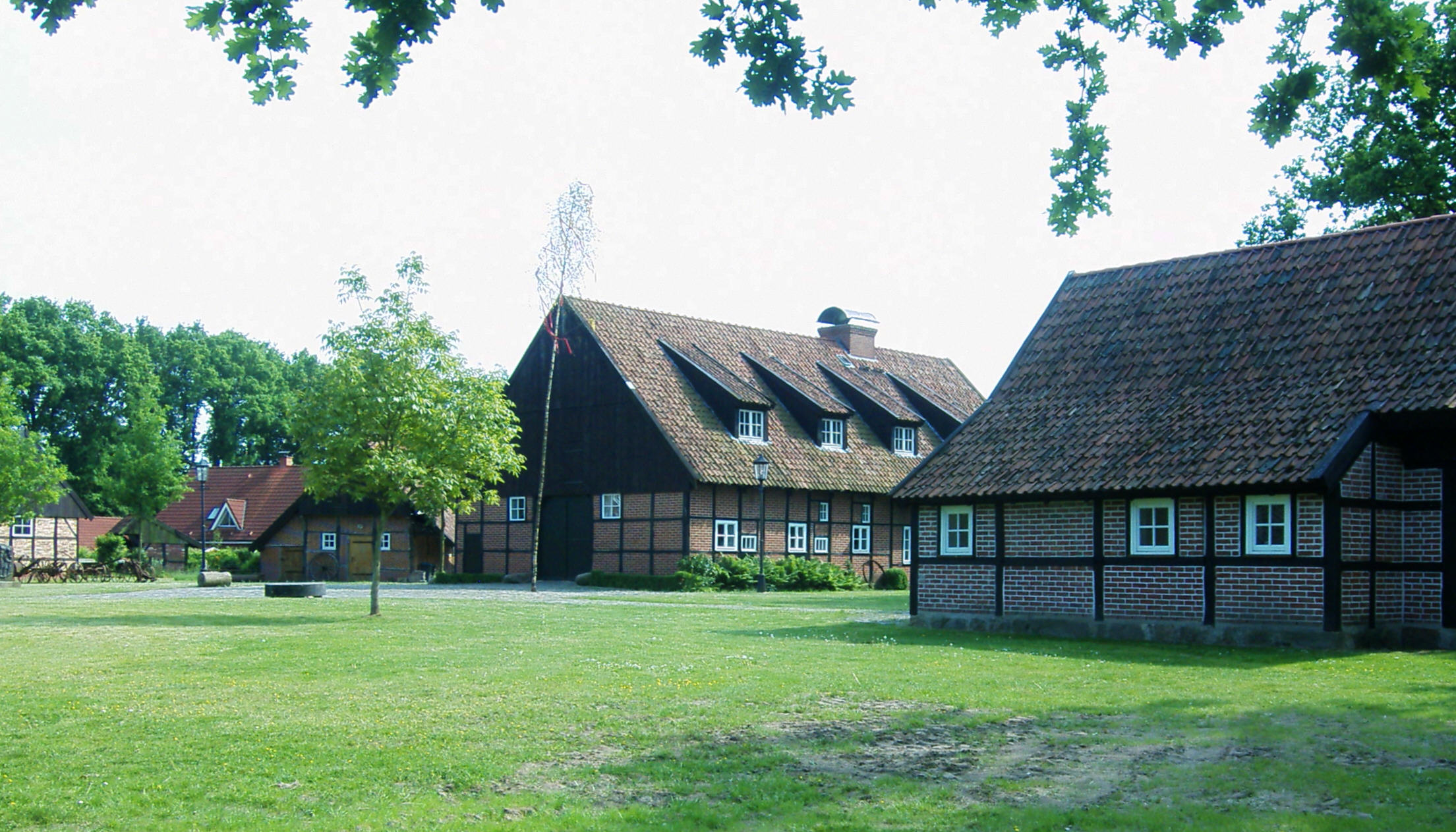
Heimathausanlage des Heimatvereins Hauenhorst/Catenhorn

Hauenhorst bestand bis zum Beginn des 20. Jahrhunderts nur aus einigen lockeren Höfegruppen um den Hauenhorster Esch und einer langgestreckten Hofreihe inmitten der Catenhorner Eschfluren. Erst mit dem Ausbau des Rangierbahnhofs „Rheine R“ ab 1918 und des dortigen Bw Rheine entstanden die ersten Wohnsiedlungen, die sich vor allem nach dem Zweiten Weltkrieg erheblich ausdehnten. Bis 1984 war der Ort an die Bahnstrecke Duisburg–Quakenbrück angeschlossen. Heute verläuft auf dieser Trasse die RadBahn Münsterland, ein Radweg zwischen Rheine und Coesfeld.
Die gewachsene Siedlung ist heute von zwei Kreisstraßen gut erschlossen. Durch die nahe Umgehungsstraße B 70 besteht eine Verbindung zur A 30.

## Schulen
In Hauenhorst gibt es außer der Marien-Grundschule zwei Kindergärten.

## Wirtschaft
In Hauenhorst dominiert die Wohnfunktion, die umliegenden Flächen werden überwiegend land- und forstwirtschaftlich genutzt. Trotzdem sind landwirtschaftliche Betriebe innerhalb der Ortslage nicht vorhanden. Östlich der Ortskerns befinden sich einige Gewerbebetriebe.

## Kirche
Seit 2012 ist Hauenhorst Teil der Pfarrei St. Johannes der Täufer, bestehend aus den ehemals eigenständigen Gemeinden Hauenhorst, Elte (St. Ludgerus) und Mesum (St. Johannes Baptist). Die Kirche St. Mariä Heimsuchung vom Ende des 19. Jahrhunderts ist der Nachfolgebau zweier früherer Kapellen. Als Werk des deutsch-niederländischen Architekten Franz Klomp, der gleichzeitig mit dem Neubau in Hauenhorst auch die St. Antonius Basilika in Rheine errichtete, ist die Kirche in Hauenhorst ein überregional bedeutendes Zeugnis der ländlichen Kirchenbaukunst in Westfalen.

## Historische Hofanlage
In der Dorfmitte entstand durch den Heimatverein Hauenhorst/Catenhorn e. V. seit  dem Jahr 1988 eine historische, typisch münsterländische Hofanlage. Zunächst wurde das Backhaus Berninghoff auf dem Gelände wiederaufgebaut. Danach folgte das Kötterhaus Storm, das Hüerhues Löckemann, die Scheune Oortmann und eine Remise vom Hof Deupmann. Alle Gebäude wurden in der benachbarten Bauerschaft Catenhorn abgetragen und auf dem Gelände am Dorfplatz wiederaufgebaut.
Mittlerweile wurden eine kleine Remise und ein Insektenhotel zusätzlich errichtet. Ein Bienenhaus wurde wegen Baufälligkeit ca. 2020 wieder entfernt.
Zusätzlich zum Heimatverein Hauenhorst/Catenhorn haben in den Gebäuden auch der Spielmannszug Hubertus Hauenhorst und der 1. Poolbillardclub Rheine ihre Unterkunft gefunden.

## Sehenswürdigkeiten
In der Liste der Baudenkmäler in Rheine sind für Hauenhorst vier Baudenkmale aufgeführt.
- die Katholische Pfarrkirche St. Mariä Heimsuchung;
- ein Speicher;
- ein Heiligenhäuschen;
- das Kriegerehrenmal in der Nähe der Pfarrkirche.

## Internetversorgung
In den Hauenhorster Kernwohngebieten fand der erste Ausbau der Internetversorgung im Verfahren FTTC im Jahr 2012 statt. Bis dahin wurde vor Ort maximal eine Geschwindigkeit von 2 MBit/s per DSL erreicht. Nach dem Ausbau war es möglich, breitbandige Internetanschlüsse mit Geschwindigkeiten mit bis zu 16 MBit/s zu bekommen. Gefördert wurde die Maßnahme mit Mitteln aus dem Förderprogramm "Gemeinschaftsaufgabe Verbesserung der Agrarstruktur und des Küstenschutzes (GAK). In den folgenden Jahren wurden die Geschwindigkeiten auf bis zu 100 MBit/s pro Anschluss erhöht.
Die Außenbezirke inklusive der Bauerschaft Catenhorn wurden im Rahmen des Weiße-Flecken-Förderprogramms in der Zeit zwischen 2016 und 2022 mit Glasfaseranschlüssen (FTTH) ausgebaut.
Im Jahr 2022 wurden die Ausbaupläne für Glasfaserhausanschlüsse in den Kernwohngebieten von Hauenhorst durch die Stadtwerke Rheine in Verbindung mit dem Internetprovider TKRZ und kurze Zeit später durch das Unternehmen Glasfaser Nordwest mit den Anbietern Deutsche Telekom sowie Osnatel bekanntgemacht. Der Ausbau erfolgte ab Herbst 2022, die ersten Hausanschlüsse wurden im Frühjahr 2024 geschaltet.
Es ist geplant, in den nächsten zwei Jahren auch die letzten verbliebenen Adressen in den Randgebieten im Rahmen des Graue-Flecken-Förderprogramms mit Glasfaseranschlüssen zu versorgen.

## Einwohnerstatistik
|                        | Hauenhorst | Catenhorn |
| Gesamt                 | 3.825      | 723       |
| männlich               | 1.905      | 360       |
| weiblich               | 1.920      | 363       |
|                        |            |           |
| Altersstruktur         |            |           |
| bis 17 Jahre           | 874        | 156       |
| 18 bis 29 Jahre        | 573        | 89        |
| 30 bis 49 Jahre        | 1.870      | 225       |
| 50 bis 64 Jahre        | 690        | 116       |
| über 64 Jahre          | 508        | 137       |
|                        |            |           |
| Religionszugehörigkeit |            |           |
| römisch-katholisch     | 74,7 %     | 81,7 %    |
| evangelisch            | 15,0 %     | 8,2 %     |
| andere oder keine      | 10,3 %     | 10,1 %    |